# Semiz Ali Pașa
Semiz Ali Pașa (în sârbă Семиз Али-паша, romanizat Semiz Ali-Paša) a fost un om de stat otoman care a ocupat funcția de Mare Vizir între 1561 și 1565. Familia sa provenea din Bosnia, fiind de origine sârbă, însă nu era original musulmană, ci bogomilă. Ali a fost adus la Constantinopole ca urmare a tributului de sânge.